# Krannert Art Museum

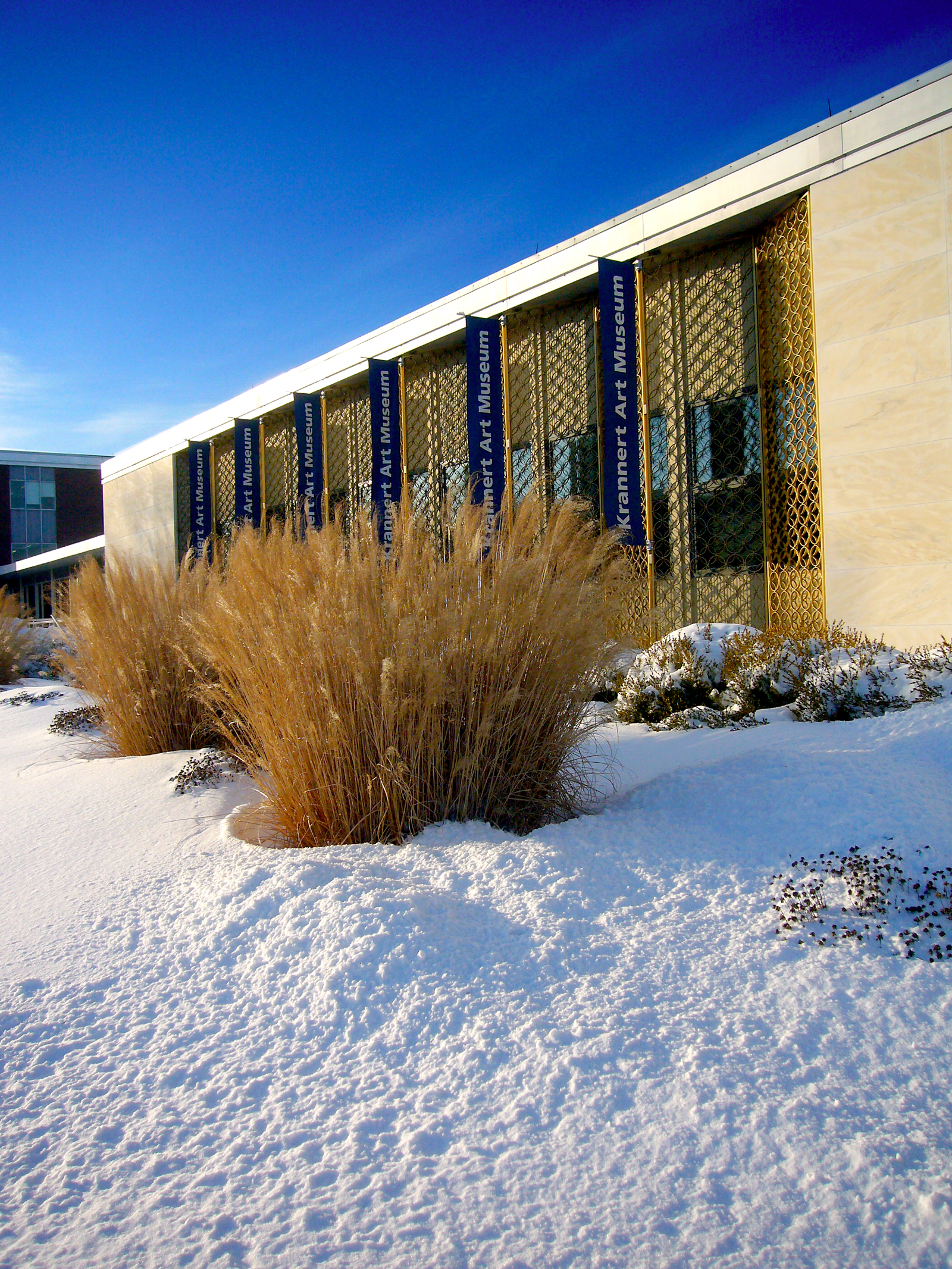
Krannert Art Museum der University of Illinois at Urbana-Champaign

Das Krannert Art Museum (KAM) ist ein Kunstmuseum der University of Illinois at Urbana-Champaign in Champaign, Illinois, USA. Auf einer Ausstellungsfläche von 4460 Quadratmetern werden Kunstwerke von der Antike bis zur zeitgenössischen Fotografie gezeigt. Die Sammlung umfasst mehr als 11.000 Objekte mit Schwerpunkten der Kunst des 20. Jahrhunderts, asiatischer Kunst und präkolumbischer Kunst, insbesondere aus den Anden. Neben der ständigen Sammlung zeigt das Museum jährlich sechs bis zehn Sonderausstellungen mit Werken aus nationalen und internationalen Sammlungen sowie Ausstellungen zeitgenössischer Künstler.

## Geschichte
Das Krannert Art Museum der University of Illinois at Urbana-Champaign geht auf das Jahr 1875 zurück, als die University Fine Arts Gallery in der University Hall eröffnet wurde. In dieser Galerie wurden Kunstwerke ausgestellt, die John Milton Gregory, der erste Rektor der Universität (1867–1880), in Europa erworben hatte. 1876 wurde die School of Industrial Art and Design gegründet, um Kunst und Kultur als akademische Disziplinen in die universitäre Ausbildung zu integrieren. Im Jahr 1931 folgte die Gründung des College of Fine and Applied Arts, dem umfangreiche Mittel für den Ausbau der Kunstsammlung zur Verfügung gestellt wurden.

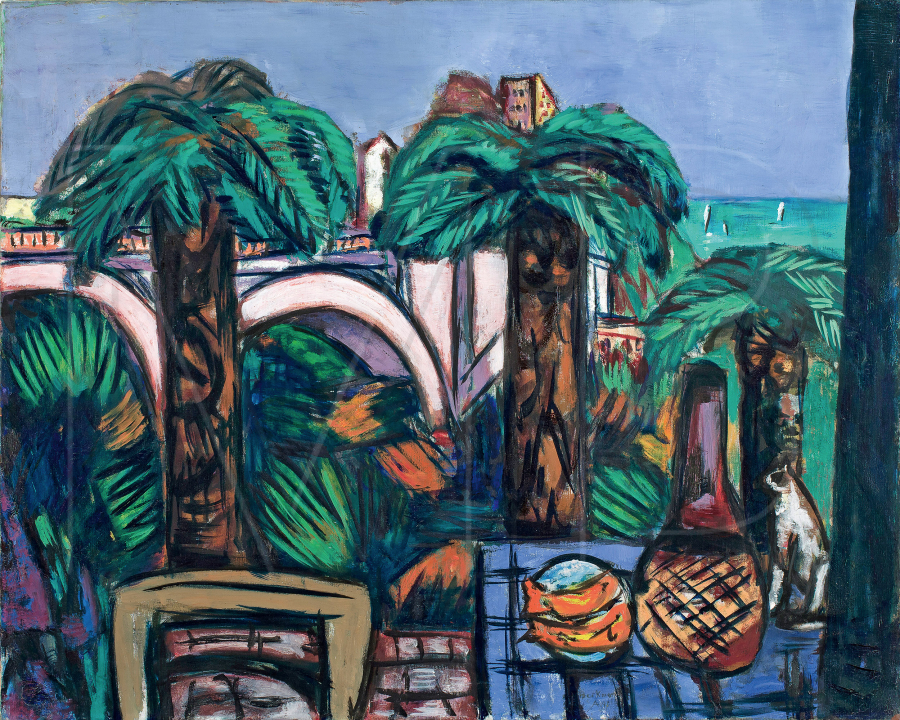
Max Beckmann: Landschaft mit drei Palmen (Beaulieu), 1947

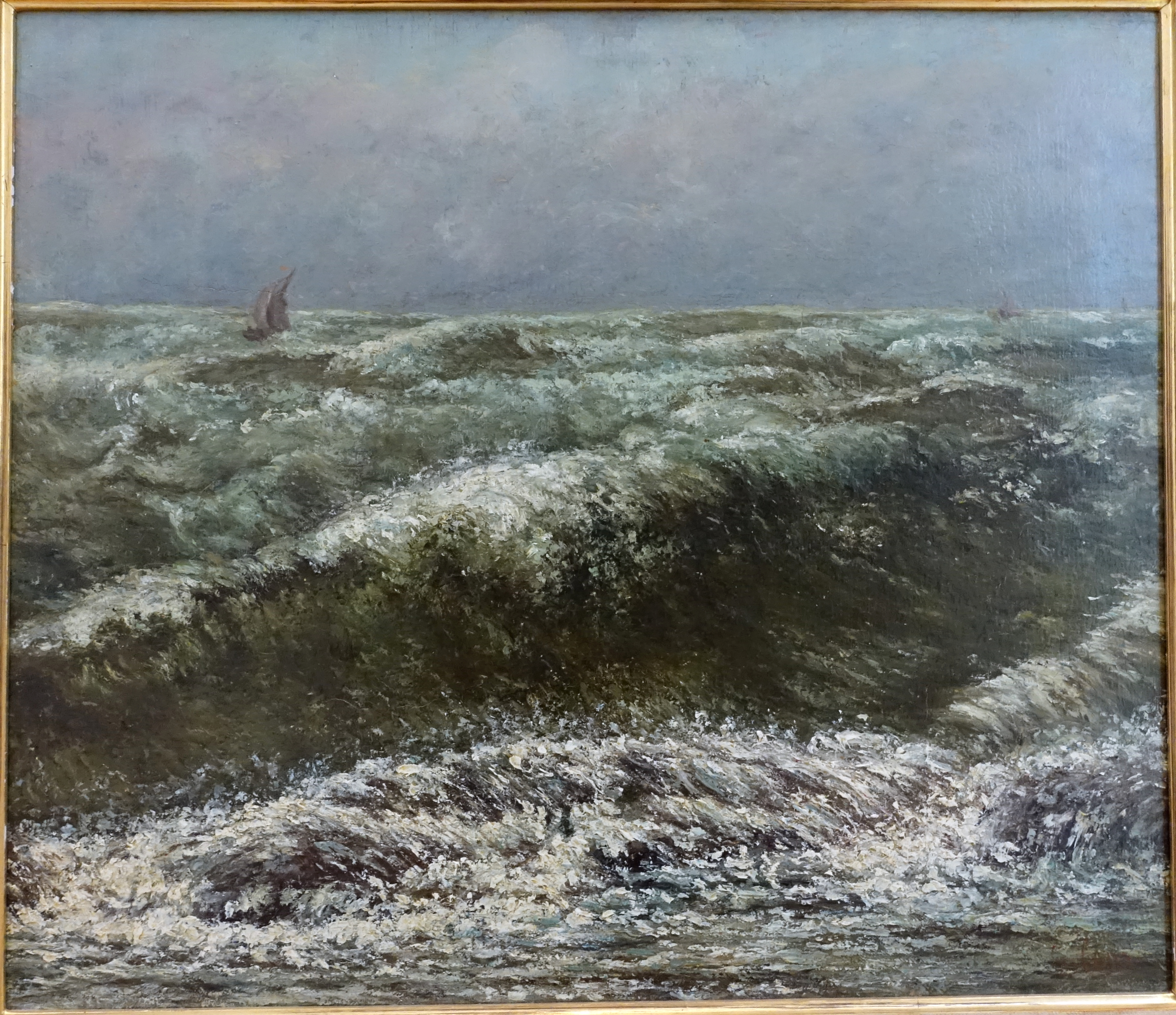
Gustave Courbet: Mer d’Orage (Stürmische See), ca. 1869

In den 1930er bis 1950er Jahren wuchs die Sammlung durch Schenkungen der Familie Trees und durch Werke aus dem New Deal Works Progress Administration (WPA) Federal Art Project. Außerdem wurden Werke des Bildhauers Lorado Taft, eines Absolventen der Universität, erworben und auf dem Campus verteilt. Das wachsende öffentliche Interesse an Kunst machte in den 1950er Jahren die Errichtung eines eigenen Museums notwendig. Mit Unterstützung des Absolventen Herman Krannert und seiner Frau Ellnora wurde das Krannert Art Museum von dem Architekten Ambrose Richardson entworfen und 1961 fertiggestellt. Die Architektur orientiert sich am Spätwerk von Ludwig Mies van der Rohe.
1964 wurde der Krannert Art Museum Council gegründet, um Bildungs- und Fundraising-Aktivitäten zu fördern. 1967–1968 erfolgte die erste Erweiterung mit der East Gallery, die durch eine weitere Schenkung der Familie Krannert finanziert wurde. Zwischen 1986 und 1988 wurde der William S. and Anita H. Kinkead Pavilion errichtet, der die Museumsfläche um etwa 2000 Quadratmeter erweiterte. 1993 schrieb das Museum Geschichte, als es die erste Website eines Kunstmuseums in den USA einrichtete. In den 2000er Jahren folgten bedeutende Ankäufe, darunter Werke von Louise Bourgeois, Kenneth Noland, Andy Warhol und anderen.
2011 feierte das Krannert Art Museum sein 50-jähriges Bestehen mit einer umfassenden Renovierung und der Ausstellung At Fifty: Krannert Art Museum, 1961–2011. 2012 wurde eine neu gestaltete Galerie für afrikanische Kunst eröffnet, die 2013 mit dem Award for Excellence der Association of Art Museum Curators (AAMC) ausgezeichnet wurde. Ab 2016 begann eine mehrjährige Umgestaltung der Galerien und öffentlichen Bereiche, die durch zahlreiche Spenden unterstützt wurde. Durch diese Maßnahmen konnte das Besuchererlebnis verbessert und die Bestände der Sammlung durch Neuerwerbungen erweitert werden. Heute ist das Krannert Art Museum eine zentrale Einrichtung für Kunst und Kultur an der University of Illinois at Urbana-Champaign.

## Architektur
Das ursprüngliche Gebäude des Krannert Art Museum wurde von Ambrose Richardson in einem Stil entworfen, der an die späten Werke von Ludwig Mies van der Rohe erinnert. Ein bemerkenswertes Merkmal der Fassade ist das Brise-Soleil. Ursprünglich verfügte das Museum auch über ein reflektierendes Becken. Die Erweiterung von 1988, der Kinkead Pavilion, wurde von Larry Booth and Associates entworfen und integriert neo-ägyptische dekorative Elemente in ein postmodernes Design. Mit der Einweihung des Kinkead Pavilion im Jahr 1988 verdoppelte sich die Fläche des Gebäudes nahezu auf 63.000 Quadratmeter und machte das Krannert Art Museum zum zweitgrößten Kunstmuseum im Bundesstaat Illinois.

## Sammlung

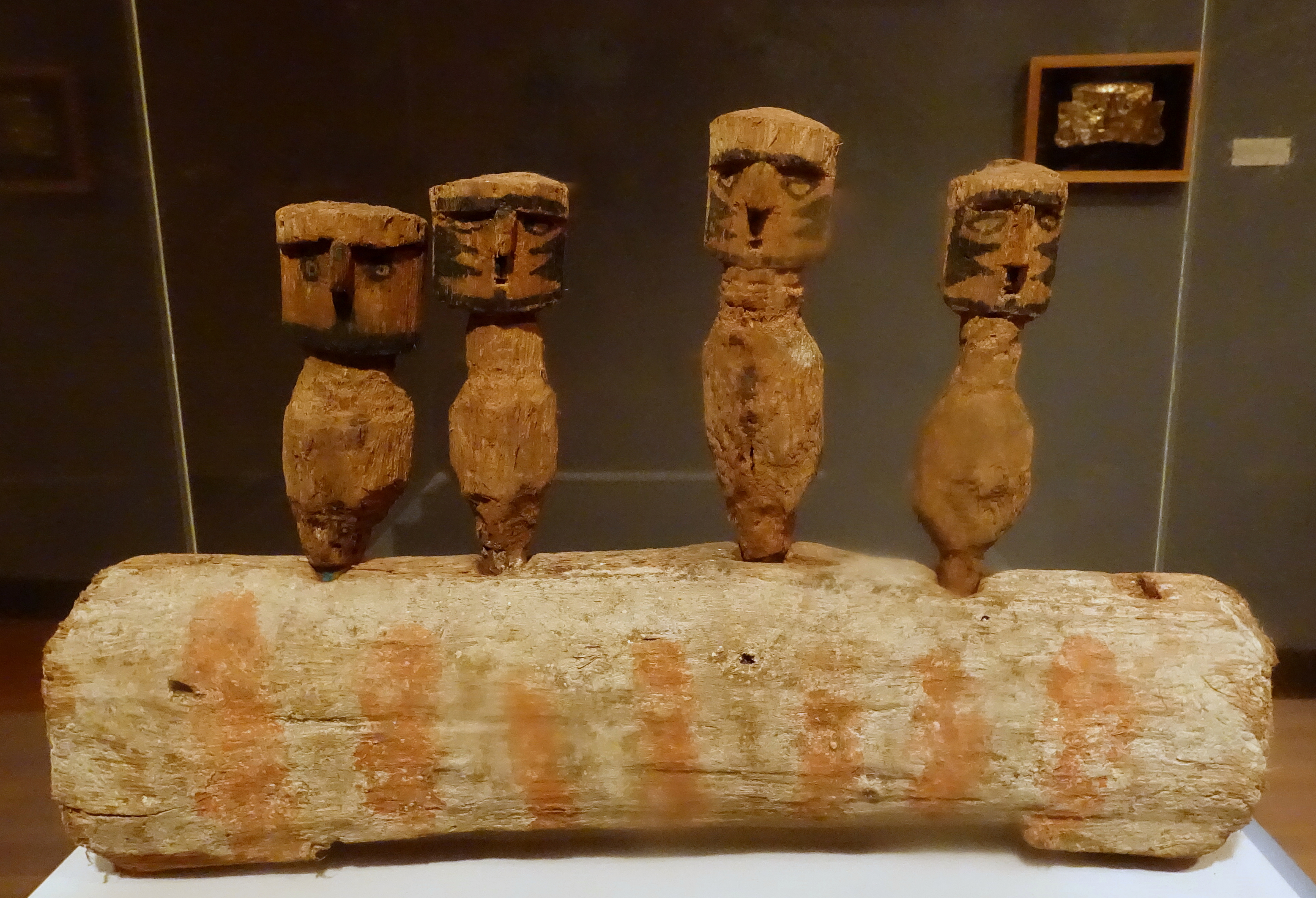
Figurinen, Peru, Chancay, Zentralküste, ca. 1000–1470 n. Chr.

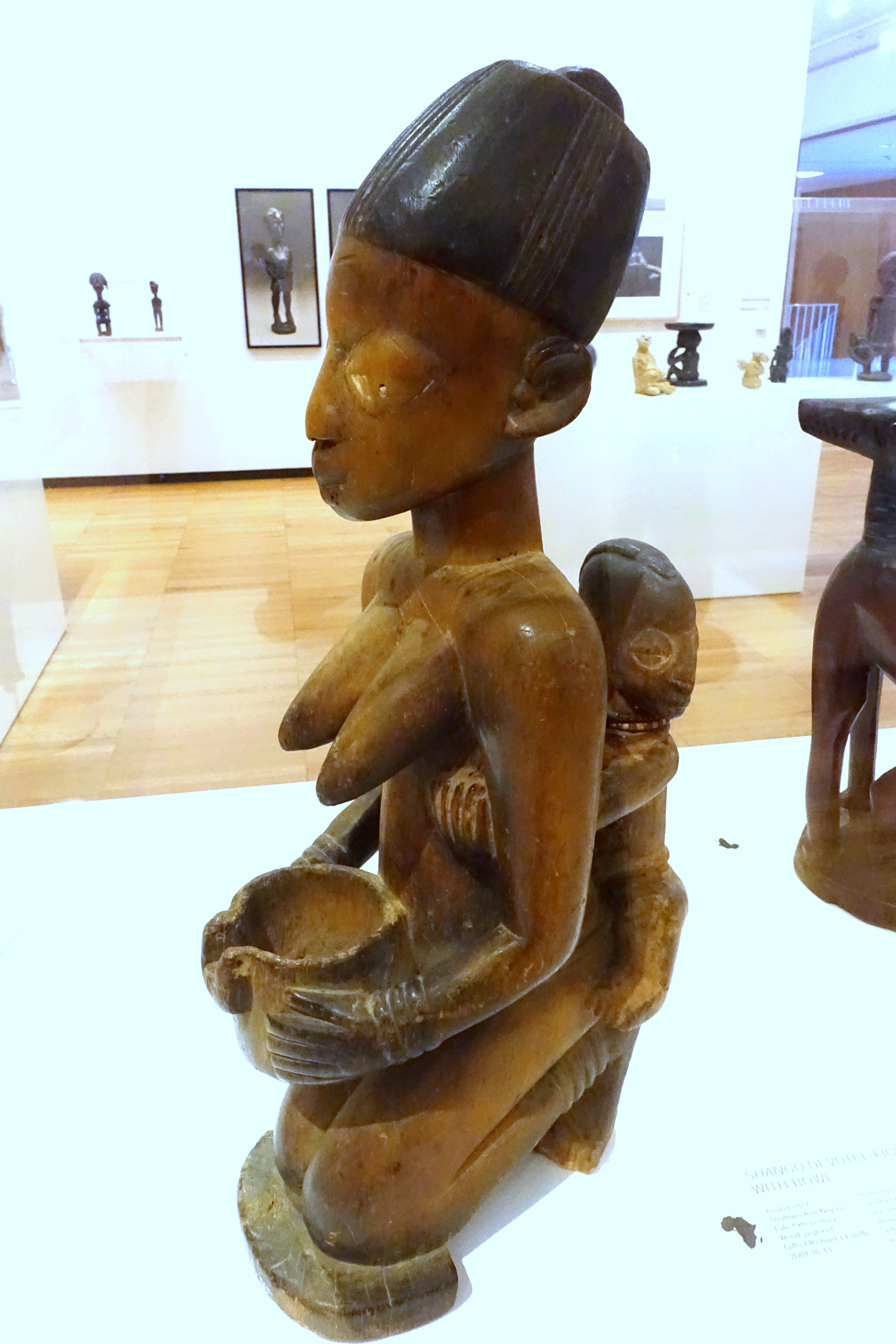
Shango-Figur, Yoruba, Südwest-Nigeria, Ende 19. Jahrhundert

Das Krannert Art Museum beherbergt eine umfangreiche Sammlung von Kunstwerken aus verschiedenen Epochen und Kulturen. Die Sammlung umfasst mehr als 11.000 Objekte und bietet einen umfassenden Überblick über die Kunstgeschichte.
- Europäische und amerikanische Malerei: Die Trees Collection umfasst Werke europäischer und amerikanischer Maler, darunter Künstler wie Frans Hals, Pieter de Hooch und Winslow Homer.
- Europäisches und amerikanisches Kunsthandwerk: Die Moore Collection zeigt Kunsthandwerk aus Europa und Amerika, das einen Einblick in die handwerklichen Traditionen dieser Regionen gibt.
- Präkolumbianische Kunst: Die Sammlung Olsen zeigt präkolumbianische Kunstwerke, insbesondere aus den Andenregionen, und veranschaulicht die kulturelle Vielfalt und den Reichtum dieser frühen Hochkulturen.
- Afrikanische Kunst: Die Galerie wurde 2012 neu gestaltet und zeigt eine Vielzahl afrikanischer Kunstwerke, die die Vielfalt und den Reichtum der afrikanischen Kunsttraditionen veranschaulichen.
- Kunst seit 1948: Diese Sammlung konzentriert sich auf moderne und zeitgenössische Kunstwerke, die die Entwicklungen und Strömungen in der Kunst seit der Mitte des 20. Jahrhunderts widerspiegeln.

Neben diesen Hauptsammlungen organisiert das Museum jedes Jahr zahlreiche Sonderausstellungen, die Werke nationaler und internationaler Künstler präsentieren und so die Vielfalt der Kunstwelt widerspiegeln.